# Casa Quintana
La maison Quintana est un édifice représentatif de l’architecture ancienne de la ville de Santa María de Guía de Gran Canaria. Elle se trouve sur la Grande Place de Guía. Sa construction remonte au XVIe siècle. Son balcon typique des Canaries, d'influence mudéjare, est construit en bois. Son blason porte les noms de Guanarteme et Quintana.

## Histoire
Guía de la Grande Canarie dépendait administrativement de sa voisine Galdar jusqu’en 1526. C’est alors qu’elle obtient le statut de mairie. Le Gouverneur Martín Fernández de Ceron fait de Fernando Alonso de la Guardia le premier maire de la nouvelle municipalité. Celui-ci va fixer sa résidence dans la partie basse de la ville. Cette partie de la ville recevait la dénomination « Villa d’en bas » pour se différencier de la « Villa d’en Haut » construites autour de la chapelle de San Roque.
Au début du XVIIe siècle, la demeure devient la propriété de Gonzalo de Quintana et Betancourt, raison pour laquelle elle est connue comme Maison Quintana ou des Quintana. 
Simón Bonifacio Rodguez Rodríguez et son frère José Rodríguez Rodguez passent leur enfance dans cette maison. Simón en fait sa seule résidence jusqu’à sa mort en 2012.        

## Architecture

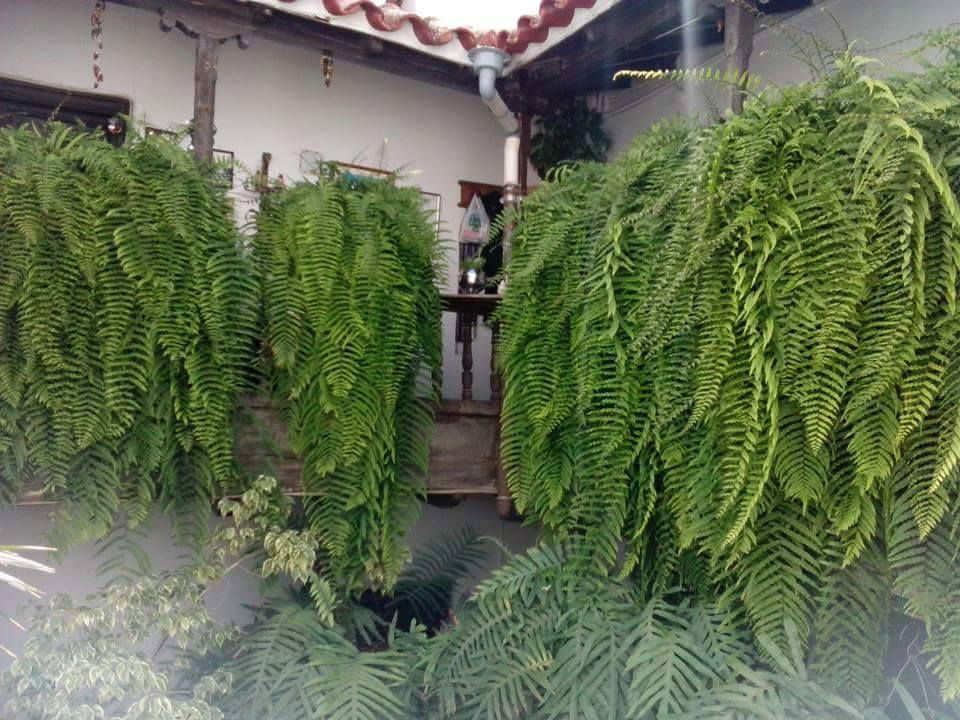
Cour intérieure de la Casa Quintana en 2012

L’Immeuble conserve peu de traces de sa fondation au XVIe siècle. 
Sur la façade principale, la porte d’entrée en pierre rembourrée et la fenêtre située au-dessus sont encadrées d’un rebord qui couronne l’ensemble. A droite de la porte, un balcon en bois couvert s'avance avec une balustrade en treillis.
La structure du bâtiment est caractéristique de l’architecture traditionnelle domestique des familles aisées des Canaries : la porte principale de sa façade conduit dans une cour intérieure découverte. Sur le côté gauche de la cour, un arc ogival rappelle une influence gothique ancienne.
Plusieurs chambres entourent cette cour. Au sous-sol se trouvent les caves et aux anciennes écuries. 
Un grand escalier monte à l’étage supérieur. A l'étage on observe d'importants ouvrages en bois d'influence Mudéjare, avec certains ajouts rococos, comme le placard à vaisselle encastré à la salle à manger.

## Époque contemporaine
Cette demeure est cataloguée comme Bien d’intérêt Culturel, à la fois pour son histoire, pour sa valeur artistique ainsi que par sa situation géographique sur la Grande Place de la Ville de Santa Maria de Guía. Elle se trouve dans un état de délabrement alarmant[Interprétation personnelle ?].

## Galerie

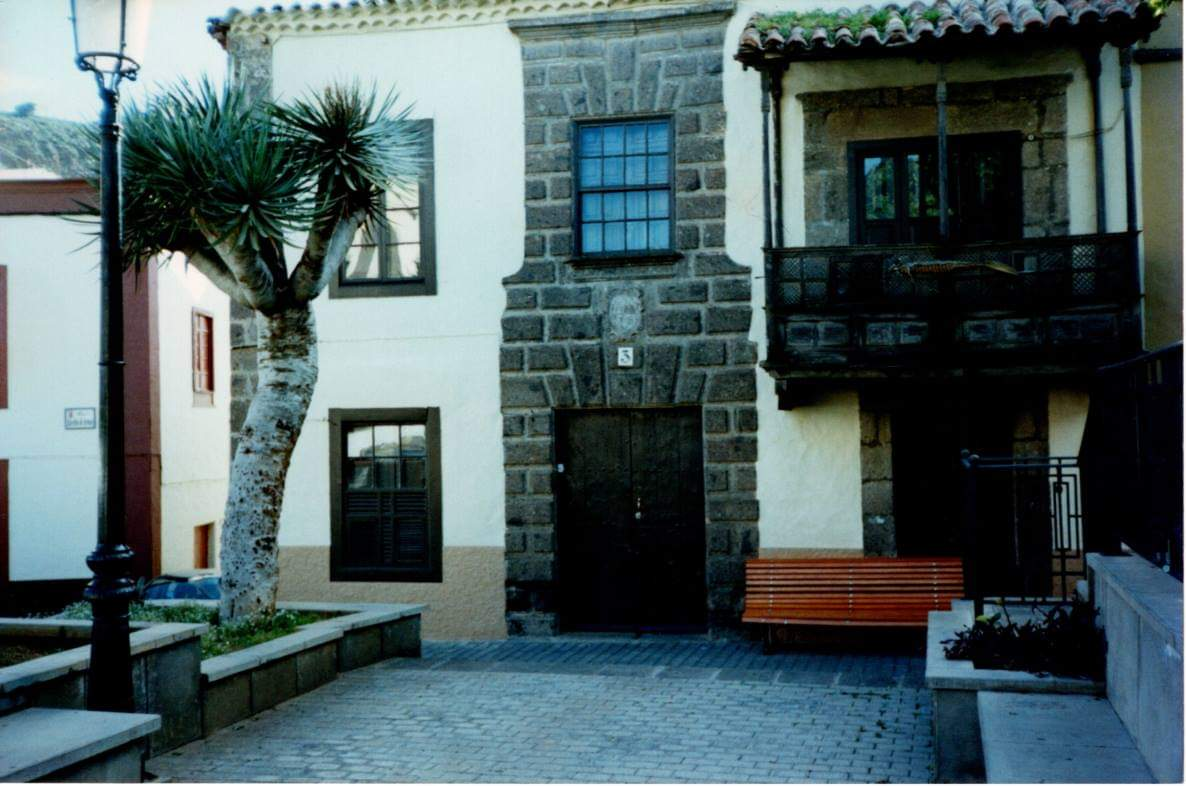
Frontis de la Casa Quintana en 2003.
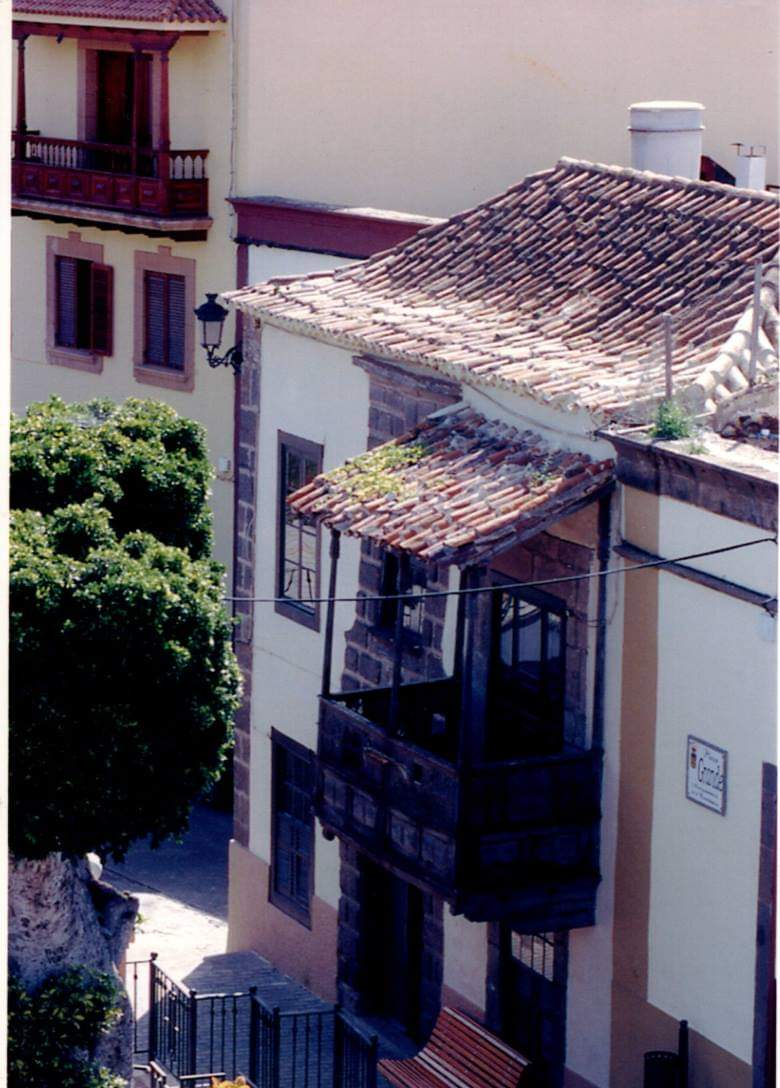
Vue latérale de la maison Quintana en 2003.
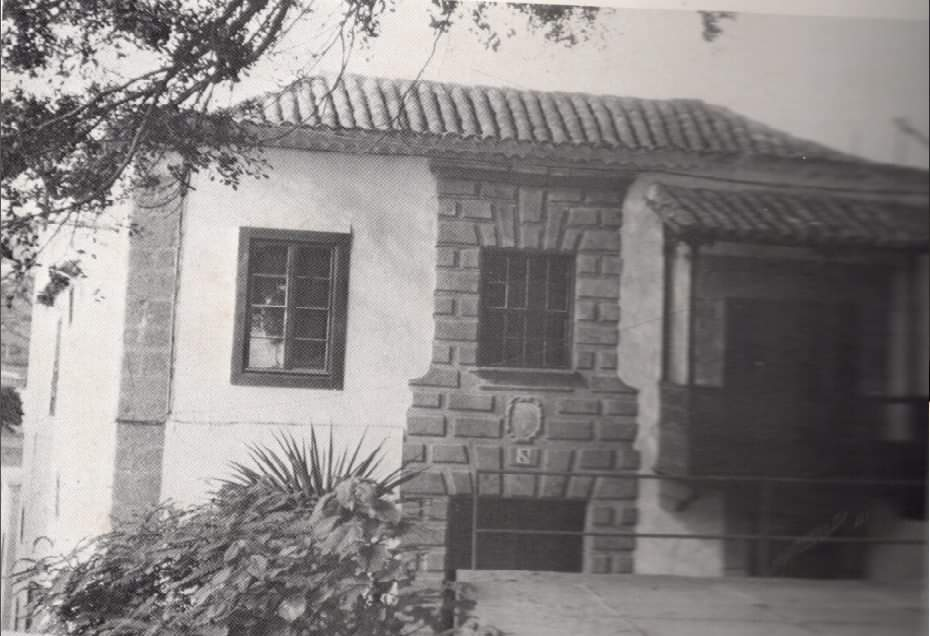
Casa Quintana en 1977.
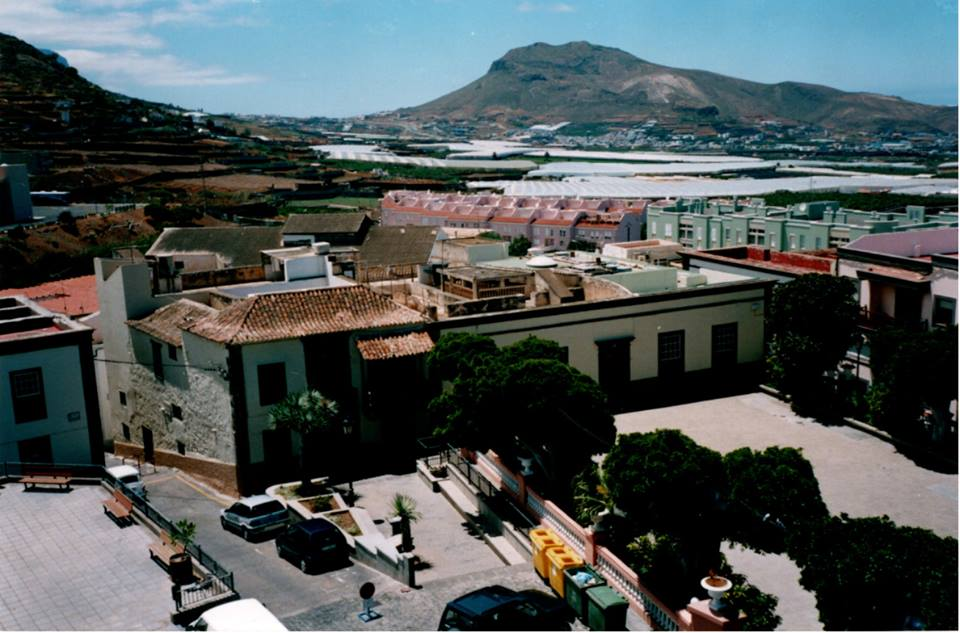
Maison Quintana de l'église Santa María de Guía de Gran Canaria en 2003.
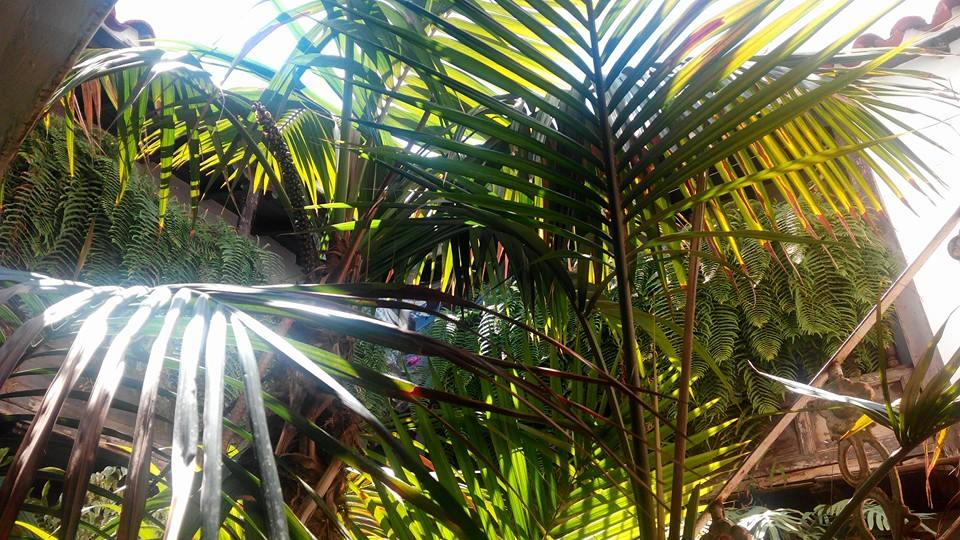
Cour intérieure de la maison Quintana en 2012.
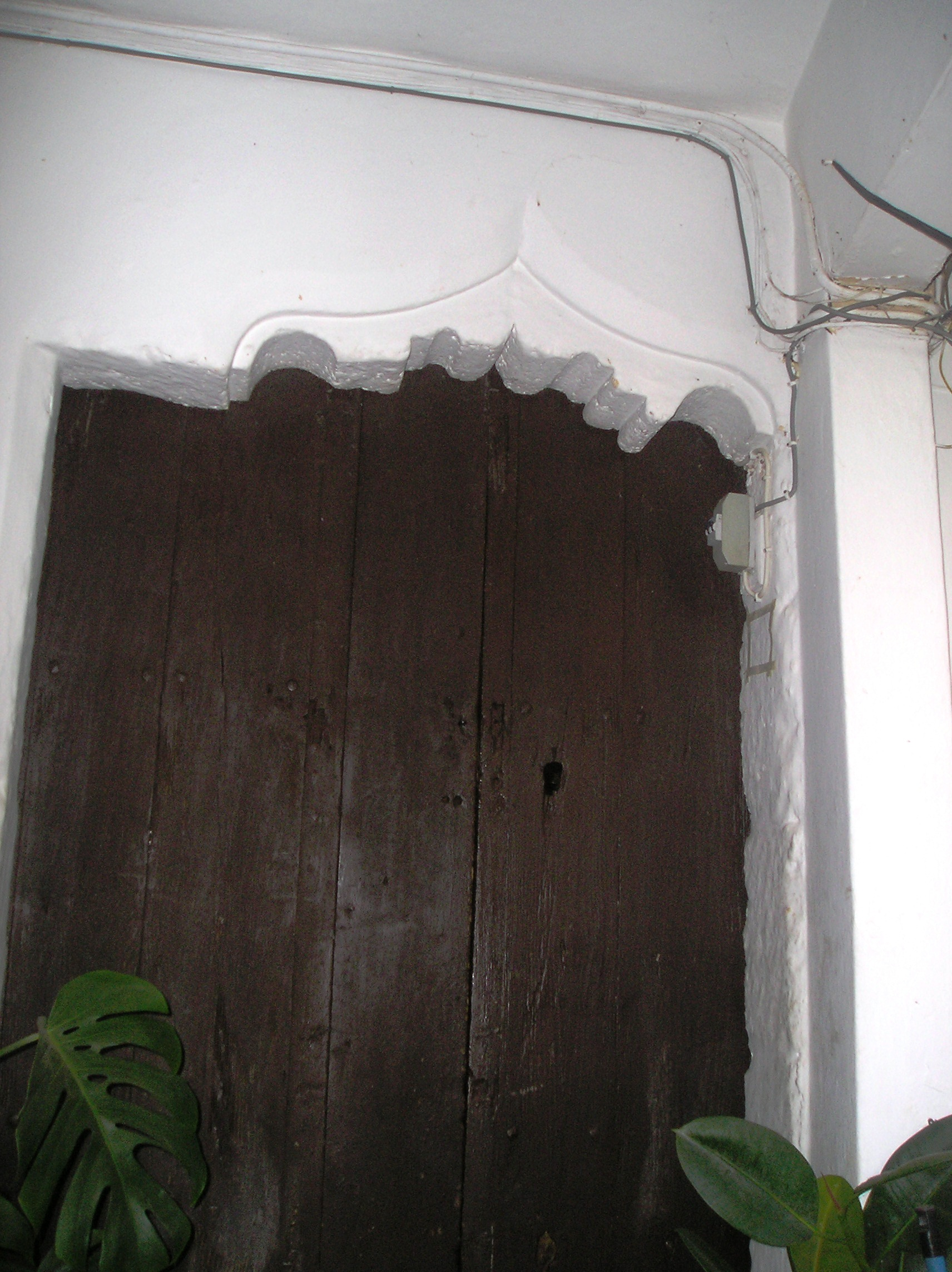
Porte sur le côté gauche de la cour intérieure surmontée d'une arche de souvenirs gothiques tardifs.
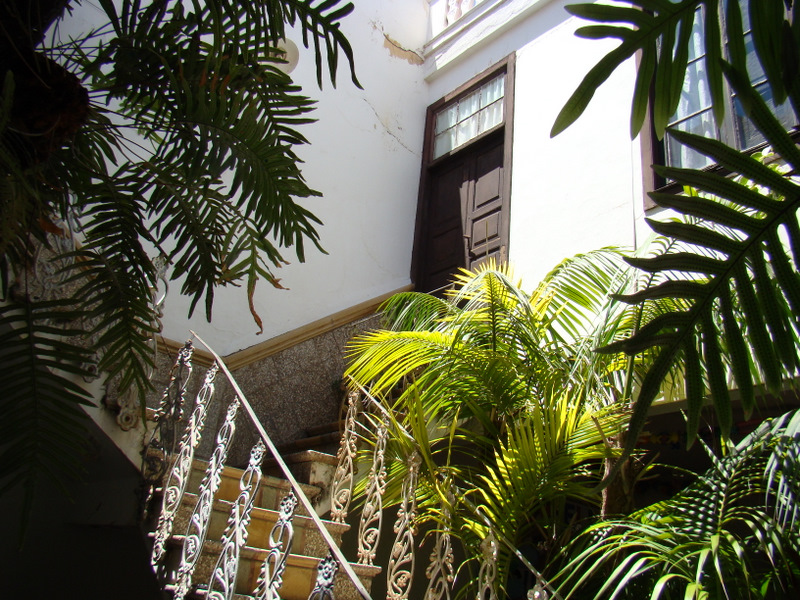
Accès au logement de la porte droite de la cour intérieure.
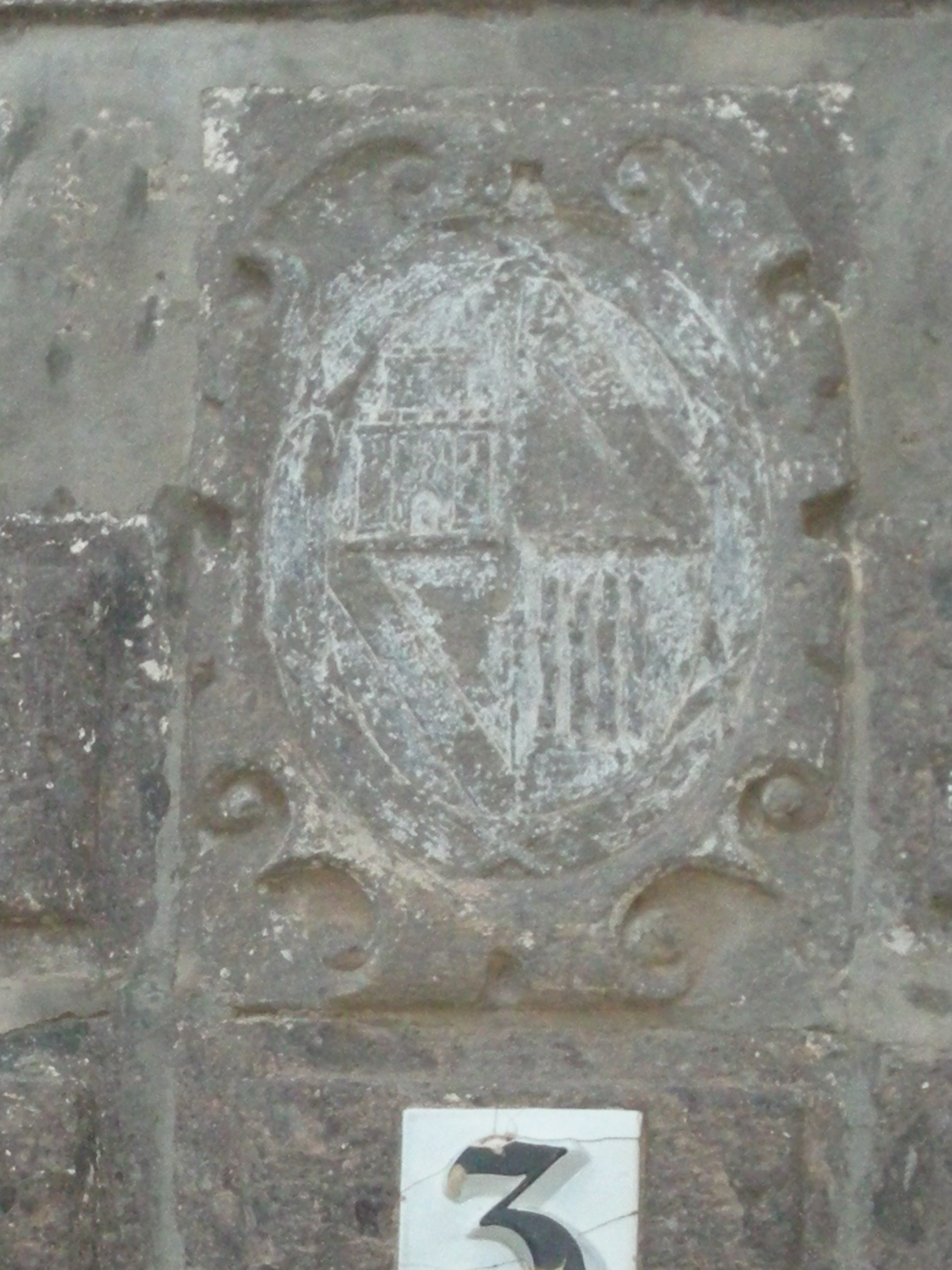
Blazon de la façade de la maison Quintana.
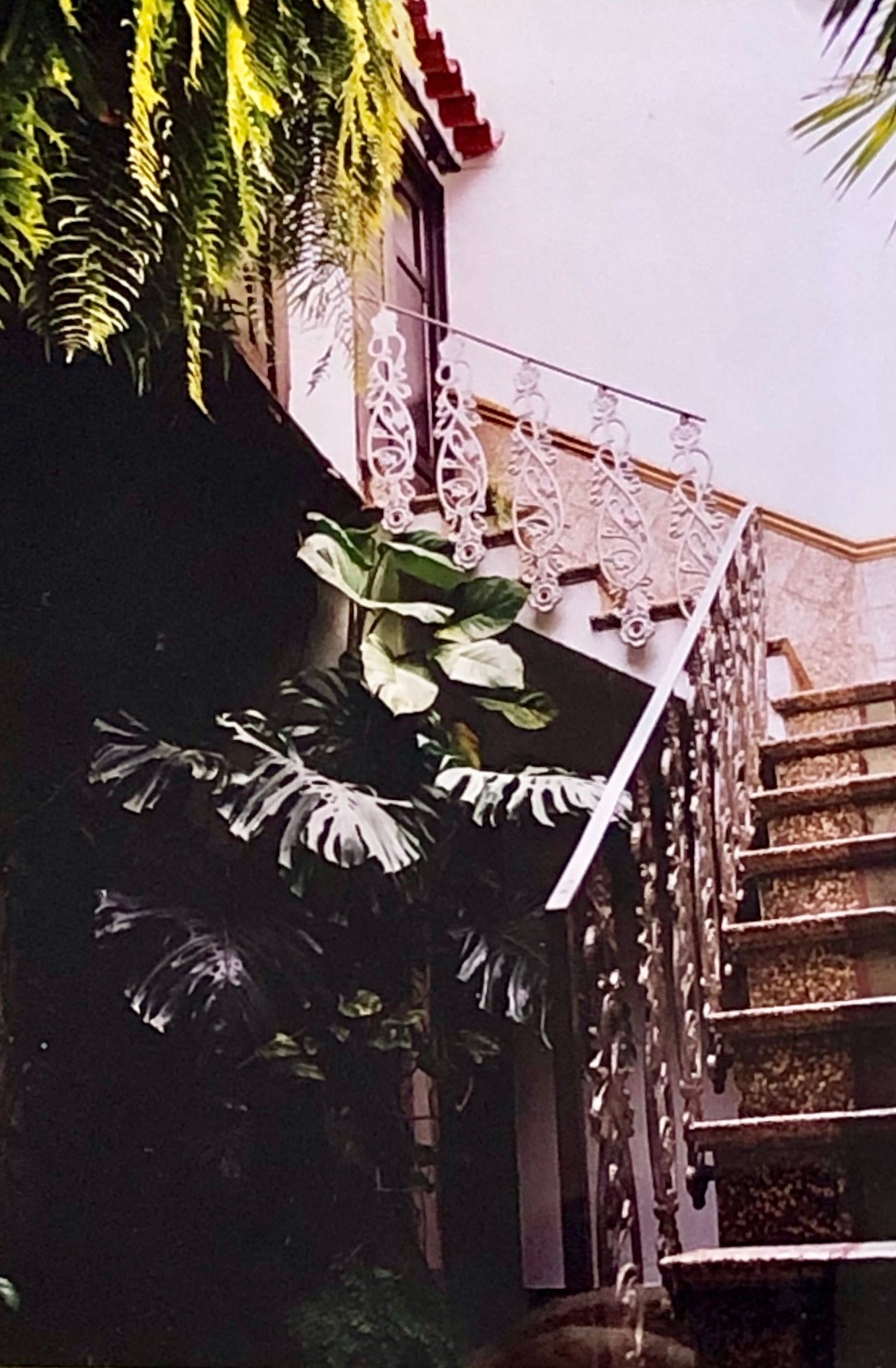
Accès au logement depuis la cour intérieure depuis la porte de gauche..
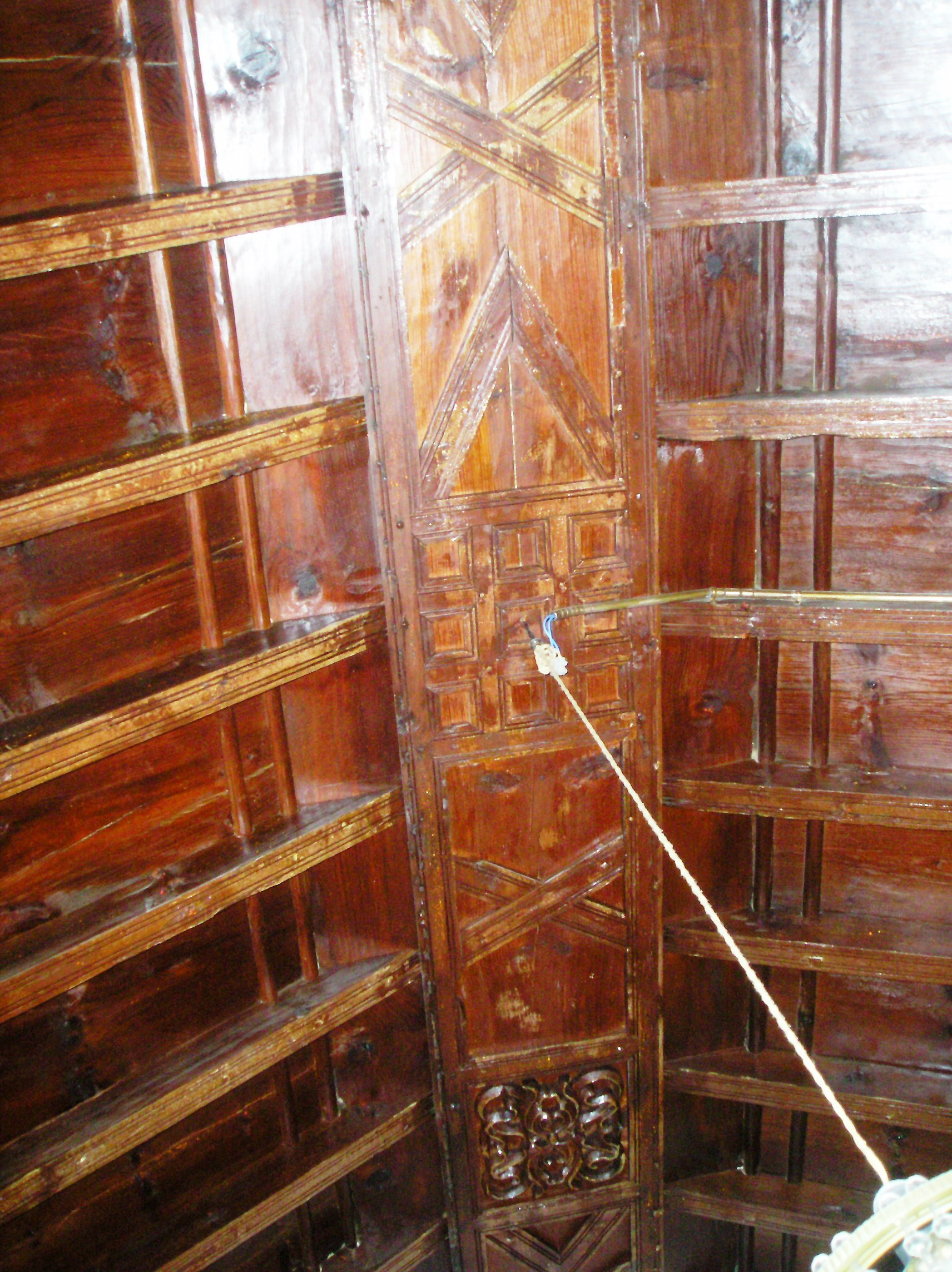
Plafond du salon de thé.
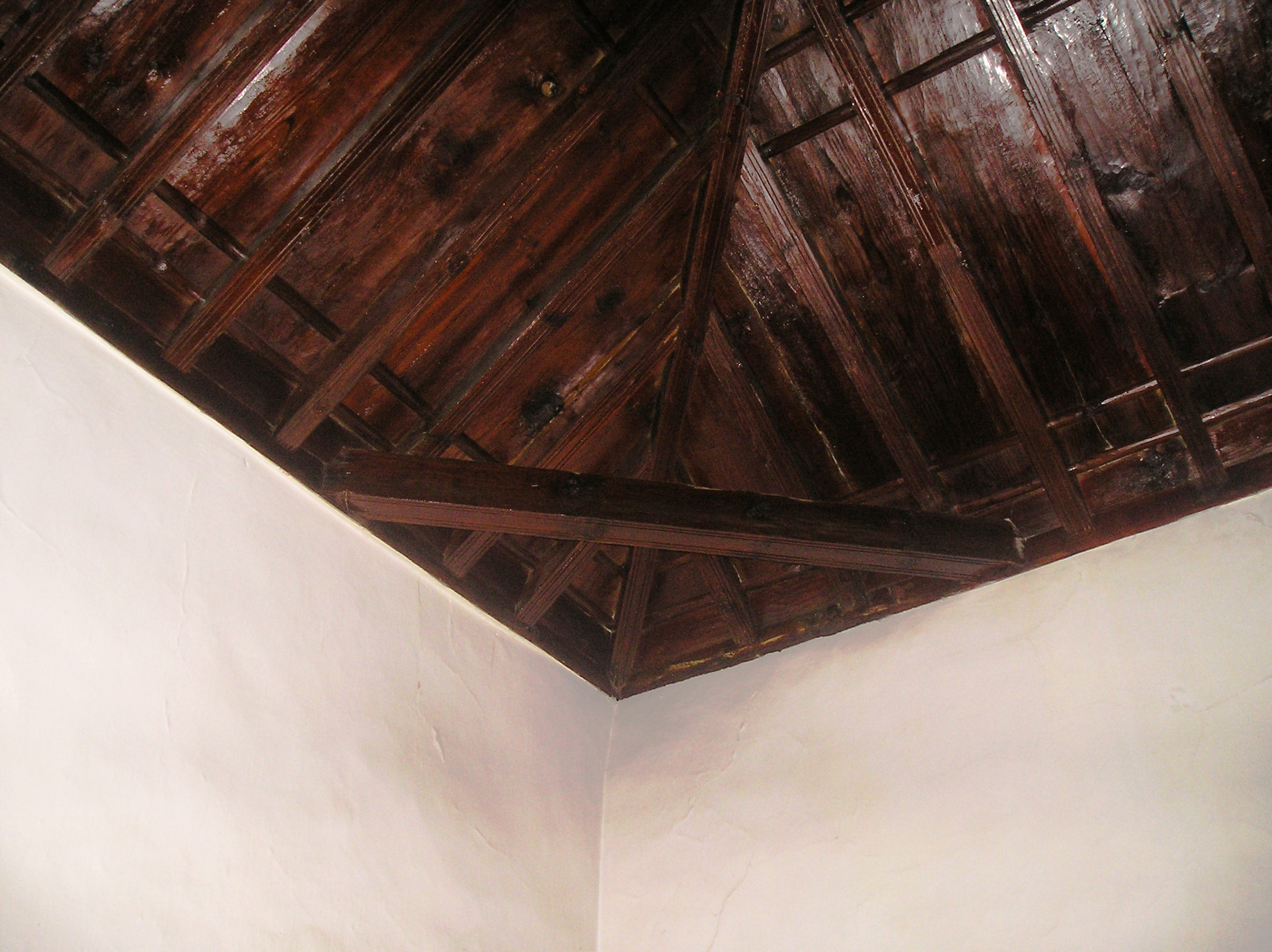
Plafond du salon de thé
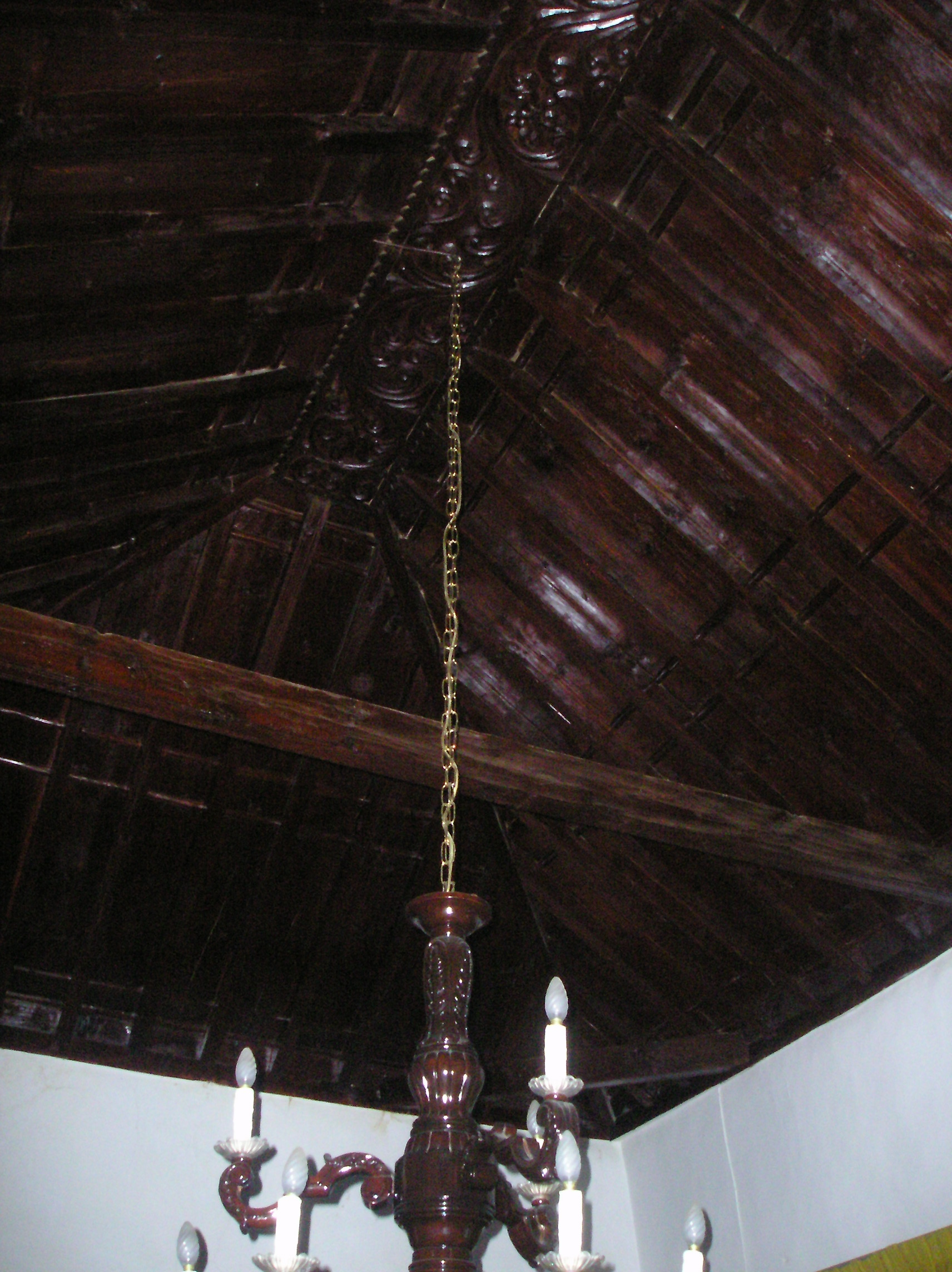
Plafond du salon de thé
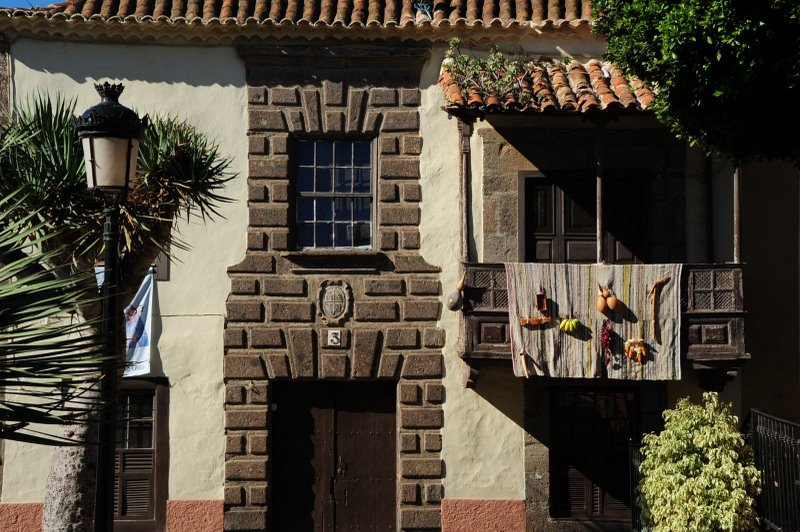
Casa Quintana
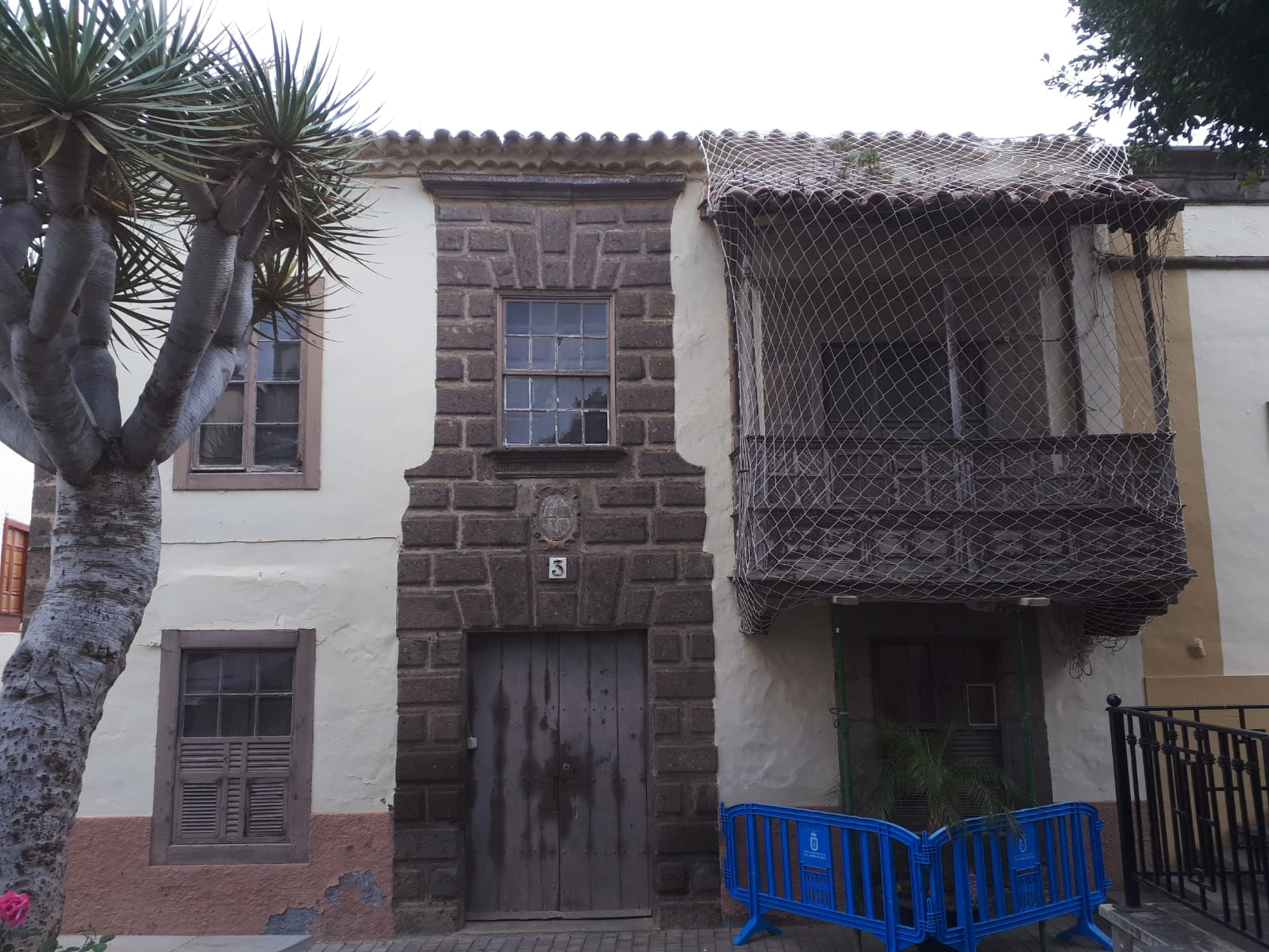
état en 2019.